# El silencio
El silencio (bra: Silêncio) é uma série de streaming espanhola do gênero thriller psicológico criada por Aitor Gabilondo e estrelada pelos atores Arón Piper e Manu Ríos.

## Sinopse
Ambientado no Bilbau, o parricida Sergio Ciscar, que acaba de sair da prisão após seis anos pelo assassinato dos pais, está sob a vigilância secreta da jovem psiquiatra Ana Dussuel e sua equipe.

## Elenco
- Arón Piper como Sergio Ciscar[3]
- Almudena Amor como Ana Dussuel[3]
- Cristina Kovani como Marta[4]
- Manu Ríos como Eneko[4]
- Aitor Luna como Cabrera[4]
- Ramiro Blas como Natanael[4]
- Aria Bedmar como Greta[4]
- Mikel Losada como Mikel[4]

## Produção
Criada por Aitor Gabilondo, El silencio é uma produção da Alea Media para a Netflix. Os locais de filmagem incluíram Madrid e Bilbau.

## Lançamento
A série lançou em 19 de maio de 2023 na Netflix.